# 龙塘河水库
龙塘河水库位于湖南省湘西州凤凰县，是一座以防洪、灌溉为主的中型水库，库容约1840万立方米，设计灌溉面积约2859公顷。